# 엠레 벨뢰졸루
엠레 벨뢰졸루(튀르키예어: Emre Belözoğlu, 1980년 9월 7일 ~ )는 터키의 은퇴한 축구 선수로 현재 축구 감독이다. 그는 2002년 FIFA 월드컵 코스타리카와의 2차전에서 선제 득점을 기록했었다.

## 국가대표 경력
2000년 노르웨이를 상대로 A 매치 데뷔를 했다.

## 수상

### 클럽
갈라타사라이 SK
- 쉬페르리그: 1996-97, 1997-98, 1998-99, 1999-00
- 터키 쿠파시: 1998-99, 1999-00
- 쉬페르 쿠파: 1997
- TSYD 컵 : 1998, 1999, 2000
- UEFA컵: 1999-00
- UEFA 슈퍼컵: 2000

인테르나치오날레 밀라노
- 코파 이탈리아: 2004-05

뉴캐슬 유나이티드
- UEFA 인터토토컵 : 2006

페네르바흐체 SK
- 쉬페르리그: 2010-11, 2013-14
- 터키 쿠파시: 2011-12, 2012-13
- 쉬페르 쿠파: 2009, 2014

아틀레티코 마드리드
- UEFA 슈퍼컵: 2012

### 터키 국가대표
- 2002년 FIFA 월드컵 3위
- UEFA 유로 2008 4강

### 개인
- 쉬페르리그 올시즌의 선수: 2009-10
- FIFA 100 : 2004

## 같이 보기
- A매치 100경기 이상 출전한 축구 선수 명단